# Oxychirota mesocola
Oxychirota mesocola is een vlinder uit de familie van de Tineodidae. De wetenschappelijke naam van de soort is voor het eerst geldig gepubliceerd in 1906 door Hampson.